# Pogoriełoje Gorodiszcze (stacja kolejowa)
Pogoriełoje Gorodiszcze (ros. Погорелое Городище) – stacja kolejowa w miejscowości Pogoriełoje Gorodiszcze, w rejonie zubcowskim, w obwodzie twerskim, w Rosji. Położona jest na linii Moskwa - Siebież.

## Historia
Stacja powstała na początku XX w. na linii moskiewsko-windawskiej pomiędzy stacjami Kniażji Gory i Zubcow.

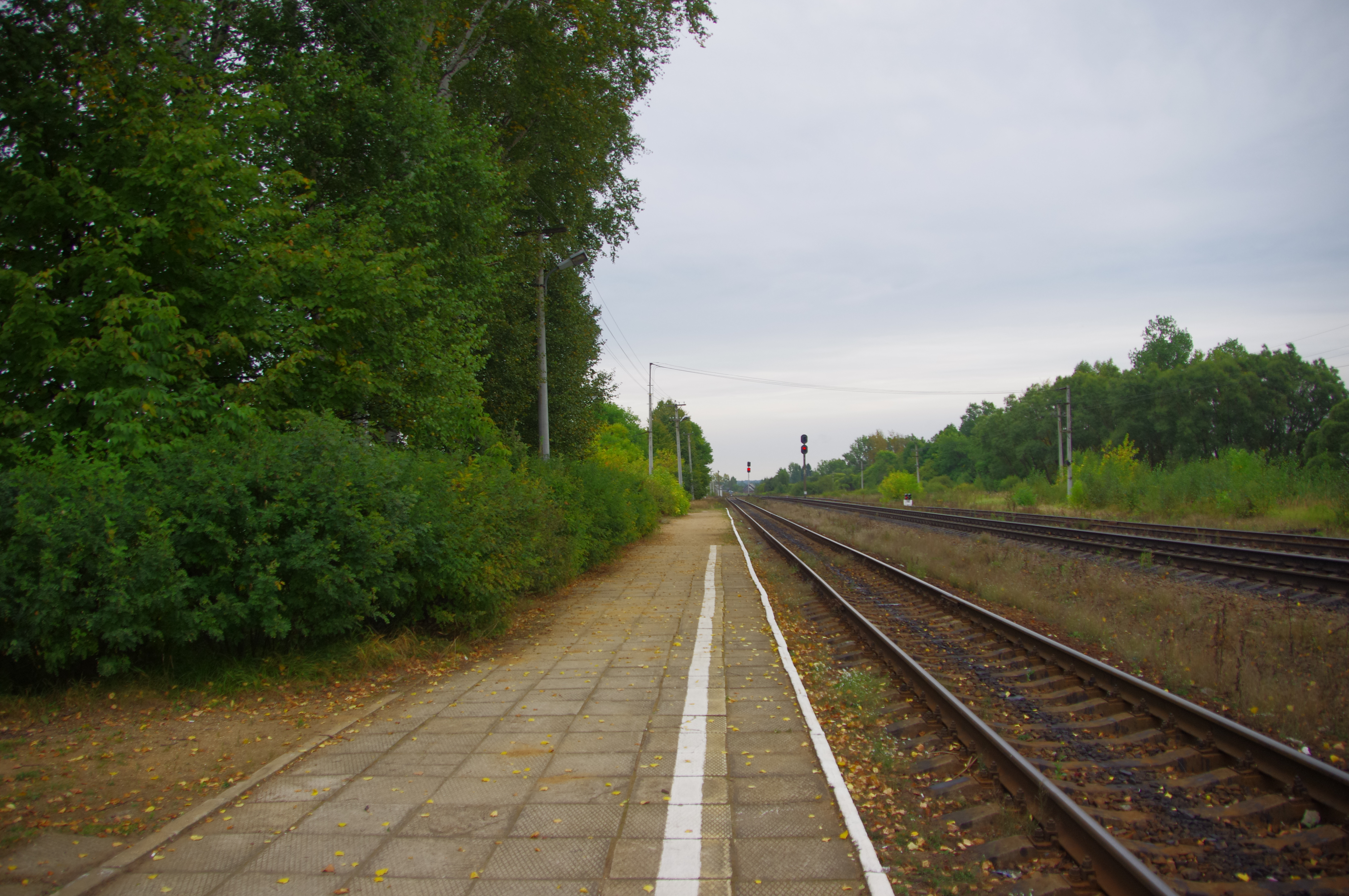
widok w stronę Moskwy